# IC 1470
IC 1470 (nota anche come Sh2-156) è una piccola nebulosa a emissione visibile nella costellazione di Cefeo.
Si individua nella parte sudorientale della costellazione, a breve distanza dal confine con Cassiopea; il periodo più indicato per la sua osservazione nel cielo serale ricade fra i mesi di luglio e dicembre ed è notevolmente facilitata per osservatori posti nelle regioni dell'emisfero boreale terrestre, dove si presenta circumpolare fino alle regioni temperate calde.
Si tratta di una regione H II compatta situata sul Braccio di Perseo e legata all'ammasso aperto NGC 7510; si trova alla distanza di 4890 parsec (quasi 16000 anni luce), in una regione distante alcune centinaia di parsec dall'associazione stellare Cepheus OB1. La responsabile dalla sua ionizzazione è una stella blu di classe spettrale O7 che si trova sul bordo di una grande nube molecolare, la cui radiazione ultravioletta penetra il gas frammisto alle polveri, eccitandolo e rendendolo visibile. Nella nebulosa sono attivi fenomeni di formazione stellare, come è testimoniato dall'elevato numero di sorgenti di radiazione infrarossa individuate nella sua direzione, sette delle quali individuate dall'IRAS; alcune di queste coincidono con giovani protostelle profondamente immerse nei gas. Numerosi maser sono inoltre stati scoperti nella regione, fra i quali tre con emissioni OH, tre con emissioni H2O e uno con emissioni CH3OH; la nebulosa e le nubi molecolari annesse sono state inserite nel catalogo Avedisova come facenti parte di un'unica grande regione di formazione stellare.